# Златна бележница

## Текст наслова
„Златна бележница“ (енгл. The Golden Notebook) је роман британске књижевнице, добитнице Нобелове награде за књижевност, Дорис Лесинг. Радња овог романа, који је објављен 1962, говори о књижевници Ани Вулф (енгл. Anna Wulf), четири бележнице (црна, црвена, жута и плава) у којима је бележила догађаје из свог живота, као и о њеном покушају да их повеже у петој — златној бележници.
Након објављивања романа, 1962.године, критичари почињу да идентификују Дорис Лесинг као водећег феминистичког писца.
Године 1976. овај роман је награђен француском наградом „Медиси“ (фр. Médicis), у категорији страних писаца.
На српском језику је Златна бележница први пут објављена 2010. у преводу Предрага Шапоње.

## Радња романа
Роман прати живот књижевнице Ане Вулф, растрзане између различитих улога која има као супруга, љубавница, писац и политички активиста. Дневници које води у свескама различите боје одговарају различитим деловима њене личности. Тек када претрпи нервни слом и потпуну дезинтеграцију биће у стању да открије нову “целовитост” о којој пише у последњој бележници.
Књижевница Ане Вулф  је запала у стваралачку кризу и одбија да даље пише. Разведена, са кћерком која чини прве несигурне кораке ка осамостаљивању од мајке, Ана Вулф се што несвесно што свесно упетљава у клупко личних и друштвених реалија, експериментишући до које се граница те бројне, контроверзне и међупрожимајуће стварности могу поднети а да човек не пукне већ да обнови своје креативно језгро и склопи мир, тачније, примирје. Са светом и са сопственим Ја, које ће му омогућити излазак из неподношљивог хаоса.
Ана одлучује да свој живот и свет око себе рашчлани тако што ће их записати у четири бележнице, а потом их узглобити у јединствену целину. Прецизним одређењем подела она ће у Црну бележницу записивати своју младост у Африци, пред Други светски рат. 
Друга, Црвена бележница, баш како и боја сугерише, садржи Анино искуство као члана британске Комунистичке партије. 
У трећој, Жутој бележници налази се романсирана прича о Аниној љубавној вези са мушкарцем који ју је оставио. 
Четврта, Плава бележница садржи  Анинине записе о себи, о сновима о којима расправља са докторком, о пријатељицама и о мушкарцима. 
Из тога израста и круна романа, пета, Златна, бележница.
Ана случајно купљену свеску боје злата поклања љубавнику за његов роман али ту сунчану, топлу боју поверења у нови живот и ново достојанство према себи и другима узима за наслов свог следећег романа који ће назвати Златна бележница Тиме се заокружује мудра и вешто изведена постмодернистичка игра Дорис Лесинг са бележницама које се међусобно укрштају, тону и израњају једна из друге, стварајући будуће написане или наслућене свеске.
Златна бележница је, дакле, залог да се човек може спознати и променити. Начин промене, наравно, бира сам. И, придржавајући се једино важећег правила: да од страха за новим, живот који му је дат не проћерда у химерама.
Десет година након објављивања књиге, Дорис Лесинг је у њеним наредним издањима објавила предговор који се не бави само структуром књиге, него и смислом њене рецепције, као и смислом рецепције саме књижевности. Указује на систем насилног усађивања идеја, ставова, унутар образовног система који даље омогућава све остале нивое друштвене манипулације мишљењем појединца.